# Пятов Андрій Валерійович
Андрі́й Вале́рійович Пятов (нар. 28 червня 1984, Кіровоград, Українська РСР, СРСР) — український футболіст, багаторічний воротар донецького «Шахтаря». За збірну України зіграв 102 матчі (4-й показник загалом та 1-й серед воротарів). Заслужений майстер спорту України з футболу (2009). Десятиразовий Чемпіон України, восьмиразовий переможець Кубка України, семиразовий переможець Суперкубка України. Володар Кубку УЄФА 2008/09. Футболіст року в Україні за опитуванням газети «Команда» у 2010 році.

## Клубна кар'єра

### Ворскла
Почав грати у полтавській «Ворсклі» у 2001 році. Але спочатку полтавський клуб випробовував його у своєму фарм-клубі — «Ворскла-2». Там він грав до 2004 року, зігравши 56 ігор і пропустивши 91 м'яч. У 2005 році зіграв за основу. Всього за першу команду «Ворскли» зіграв 42 матчі й пропустив 40 голів. А у 2006 році покинув полтавців.

### Шахтар
У «Шахтарі» з 13 грудня 2006 року. Перейшов туди за 6 млн гривень. Але «Шахтар» дозволив гравцю залишитися до кінця сезону 2006/2007 у своєму минулому клубі на правах оренди. У наступному сезоні Андрій переміг у конкуренції з Богданом Шустом. У 2009 році конкуренція в нього зросла. Це сталося після підсилення складу команди Худжамовом, який досягав свого розквіту. Після нової боротьби Пятов знову зберіг місце у складі. Разом з «Шахтарем» переміг у Кубку УЄФА. У матчі проти «Чорноморця» зіграв свою соту гру за «Шахтар». У 2011—2012 роках повністю програвав Олександру Рибці на своїй позиції й втратив місце в основі. Але після дискваліфікації Олександра сильно закріпився там. Уже в сезоні 2015/2016 Андрій був на 2-му місці серед воротарів, що відбивають пенальті.
На початку сезону 2018/2019 допустив три грубих помилки у матчах з київським «Динамо» (Суперкубок, Прем'єр-Ліга) та «Гоффенгаймом» (Ліга Чемпіонів), які призвели до трьох голів у ворота «Шахтаря».

## Збірна України

### Молодіжна збірна
У 2004—2006 роках захищав кольори збірної України до 21 року. Там він провів 20 матчів і пропустив 22 м'ячі.

### Чемпіонат світу 2006
Увійшов до складу національної збірної України на Чемпіонаті світу 2006 року, що проходив у Німеччині. Разом з ним на турнірі були воротарі Олександр Шовковський і Богдан Шуст. Але на полі Андрій жодного разу не з'явився. Став чвертьфіналістом чемпіонату.

### Відбір на Євро-2008
Пятов не був основним воротарем збірної у 2008 році. Увесь час матчі відбору на Євро-2008 проводив Олександр Шовковський. Але на матч проти збірної Фарерських островів тренер довірив Андрію зіграти й Пятов відстояв матч на нуль. А також зіграв у матчі проти збірної Франції, проте Україна не змогла кваліфікуватися на турнір.

### Відбір на Чемпіонат світу 2010
Зіграв перший відбірковий матч збірної, проти збірної Білорусі, який відстояв на нуль. Провів наступні матчі проти збірних Казахстану, Хорватії, Англії і Андорри. Лише матч-відповідь проти збірної Казахстану провів Станіслав Богуш. Грав у плей-оф відбору. Перший матч проти збірної Греції відстояв на нуль, а в наступному матчі пропустив гол і України не кваліфікувалася.

### Євро-2012
Перед Євро-2012 в Україні й Польщі, Україна почала втрачати своїх воротарів. Травм зазнали Андрій Дикань і Олександр Шовковський, а Олександра Рибку було дискваліфіковано. Тому до складу збірної України, на домашньому Євро, потрапили Пятов, Олександр Горяїнов і Максим Коваль. Та Україна вилетіла з турніру, посівши 3-тє місце в групі.
13 листопада 2012 року стало відомо, що Андрій Пятов був призначений на один товариський матч тренером воротарів національної збірної України з футболу.

### Відбір на Чемпіонат світу 2014
Зіграв усі матчі відбору на Чемпіонат Світу 2014. Став учасником матчу проти збірної Сан-Марино, в якому Україна здобула свою найбільшу перемогу. Грав у матчі плей-оф проти збірної Франції. У першому матчі Андрій зробив сухий матч, але в наступному українці не втримали перевагу й не кваліфікувалися на турнір.

### Відбір на Євро-2016
Зіграв усі матчі відбору. Україна не змогла вийти на Євро-2016 з групи. В останньому матчі групового етапу відбив пенальті від Сеска Фабрегаса, але й пропустив один м'яч. Провів два матчі плей-оф зі збірною Словенії, в яких зробив дуже багато сейвів і дуже швидко реагував на удари.

### Євро-2016
Зіграв усі матчі збірної на Чемпіонаті Європи 2016 року. Після перших двох турів став лідером чемпіонату за кількістю сейвів, зігравши матчі проти збірних Німеччини і Північної Ірландії. В обох пропустив по 2 м'ячі. Після них Україна покинула Євро.

### Відбір на Чемпіонат світу 2022
Зіграв 4 матчі на відборі ЧС-2022 проти збірних Казахстану, Франції, Фінляндії та Боснії в кожній грі пропустив.

### Ліга націй
11 червня 2022 року у матчі Україна - Вірменія у рамках групового етапу Ліги Націй провів свій останній матч за національну збірну України.

## Досягнення

### Командні
- Чемпіон України (11): 2007/08, 2009/10, 2010/11, 2011/12, 2012/13, 2013/14, 2016/17, 2017/18, 2018/19, 2019/20, 2022/23
- Володар Кубка України (8): 2007/08, 2010/11, 2011/12, 2012/13, 2015/16, 2016/17, 2017/18, 2018/19
- Володар Суперкубка України (8): 2008, 2010, 2012, 2013, 2014, 2015, 2017, 2021
- Володар Кубка УЄФА 2008/09
- Фіналіст Суперкубку УЄФА 2009
- Віцечемпіон молодіжного чемпіонату Європи U-21 2006
- Чвертьфіналіст Ліги Чемпіонів 2010—2011
- Півфіналіст Ліги Європи 2015—2016 та Ліги Європи 2019—2020

### Індивідуальні
- Найкращий воротар України: 2007, 2008, 2009, 2010, 2012, 2013, 2016, 2019
- Футболіст року в чемпіонаті України (за версією газети «Команда»): 2010
- Найкращі воротарі світу (у 2011 році) — 33 місце (версія «Bleacher Report»)[6]
- Член Клубу Євгена Рудакова: 166  матчів на «0».

### Рекорди
- Автор найбільш тривалої сухої серії в історії національної збірної України — 752 хвилини[7].
- Автор рекорду серед воротарів українських клубів в єврокубках за відбитими пенальті — 5[8]
- Рекордсмен серед голкіперів України національної збірної України за кількістю сухих матчів.

## Державні нагороди
- Кавалер ордена «За мужність» II ступеня (2009 рік)[9]
- Кавалер ордена «За мужність» III ступеня (2006 рік)[10].
- Відзнака «Іменна вогнепальна зброя» (21 листопада 2015) — за досягнення високих спортивних результатів, вагомий внесок у розвиток вітчизняного футболу, піднесення міжнародного авторитету Української держави[11]

## Статистика виступів
Станом на 4 червня 2023
| Сезон   | Клуб                         | Ліга         | Чемпіонат | Чемпіонат | Кубок / Суперкубок | Кубок / Суперкубок | Єврокубки | Єврокубки | Збірна | Збірна |
| Сезон   | Клуб                         | Ліга         | Ігри      | Голи      | Ігри               | Голи               | Ігри      | Голи      | Ігри   | Голи   |
| ------- | ---------------------------- | ------------ | --------- | --------- | ------------------ | ------------------ | --------- | --------- | ------ | ------ |
| 2000/01 | «Ворскла-2» (Полтава)        | Друга ліга   | 1         | −3        | 0                  | 0                  | 0         | 0         | 0      | 0      |
| 2001/02 | «Ворскла-2» (Полтава)        | Друга ліга   | 16        | −24       | 0                  | 0                  | 0         | 0         | 0      | 0      |
| 2002/03 | «Ворскла-2» (Полтава)        | Друга ліга   | 15        | −26       | 0                  | 0                  | 0         | 0         | 0      | 0      |
| 2002/03 | «Ворскла» (Полтава)          | Вища ліга    | 1         | −1        | 0                  | 0                  | 0         | 0         | 0      | 0      |
| 2003/04 | «Ворскла-Нафтогаз» (Полтава) | Вища ліга    | 0         | 0         | 1                  | 0                  | 0         | 0         | 0      | 0      |
| 2003/04 | «Ворскла-2» (Полтава)        | Друга ліга   | 22        | −35       | 0                  | 0                  | 0         | 0         | 0      | 0      |
| 2004/05 | «Ворскла-2» (Полтава)        | Друга ліга   | 2         | −3        | 0                  | 0                  | 0         | 0         | 0      | 0      |
| 2004/05 | «Ворскла-Нафтогаз» (Полтава) | Вища ліга    | 1         | −2        | 0                  | 0                  | 0         | 0         | 0      | 0      |
| 2005/06 | «Ворскла» (Полтава)          | Вища ліга    | 11        | −10       | 1                  | 0                  | 0         | 0         | 0      | 0      |
| 2006/07 | «Ворскла» (Полтава)          | Вища ліга    | 30        | −28       | 1                  | −2                 | 0         | 0         | 0      | 0      |
| 2007/08 | «Шахтар» (Донецьк)           | Вища ліга    | 23        | −16       | 5                  | −4                 | 10        | −14       | 5      | −4     |
| 2008/09 | «Шахтар» (Донецьк)           | Вища ліга    | 24        | −11       | 3                  | −1                 | 17        | −14       | 6      | −5     |
| 2009/10 | «Шахтар» (Донецьк)           | Вища ліга    | 27        | −14       | 3                  | −3                 | 12        | −9        | 7      | −3     |
| 2010/11 | «Шахтар» (Донецьк)           | Вища ліга    | 29        | −15       | 3                  | −2                 | 10        | −14       | 6      | −12    |
| 2011/12 | «Шахтар» (Донецьк)           | Прем'єр-ліга | 10        | −6        | 5                  | −7                 | 0         | 0         | 5      | −6     |
| 2012/13 | «Шахтар» (Донецьк)           | Прем'єр-ліга | 22        | −14       | 5                  | −5                 | 8         | −13       | 10     | −4     |
| 2013/14 | «Шахтар» (Донецьк)           | Прем'єр-ліга | 16        | −11       | 3                  | −2                 | 8         | −9        | 9      | −4     |
| 2014/15 | «Шахтар» (Донецьк)           | Прем'єр-ліга | 15        | −13       | 5                  | −2                 | 8         | −11       | 7      | −2     |
| 2015/16 | «Шахтар» (Донецьк)           | Прем'єр-ліга | 14        | −18       | 2                  | −1                 | 16        | −21       | 12     | −12    |
| 2016/17 | «Шахтар» (Донецьк)           | Прем'єр-ліга | 28        | -19       | 2                  | -1                 | 10        | -8        | 7      | -6     |
| 2017/18 | «Шахтар» (Донецьк)           | Прем'єр-ліга | 31        | -23       | 5                  | -4                 | 8         | -11       | 7      | -6     |
| 2018/19 | «Шахтар» (Донецьк)           | Прем'єр-ліга | 27        | -11       | 3                  | -2                 | 8         | -22       | 8      | -3     |
| 2019/20 | «Шахтар» (Донецьк)           | Прем'єр-ліга | 23        | -18       | 2                  | -4                 | 12        | -24       | 4      | -3     |
| 2020/21 | «Шахтар» (Донецьк)           | Прем'єр-ліга | 4         | -4        | 2                  | -4                 | 1         | -4        | 4      | -8     |
| 2021/22 | «Шахтар» (Донецьк)           | Прем'єр-ліга | 6         | -2        | 2                  | 0                  | 4         | -2        | 5      | -5     |
| 2022/23 | «Шахтар» (Донецьк)           | Прем'єр-ліга | 2         | -2        | 0                  | 0                  | 0         | 0         | 0      | 0      |

### За збірну
| Дата              | Турнір       | Місце проведення | Господарі  | Рахунок      | Гості                | Хвилини | Голи |
| ----------------- | ------------ | ---------------- | ---------- | ------------ | -------------------- | ------- | ---- |
| 22 серпня 2007    | ТМ           | Київ             | Україна    | 2:1          | Узбекистан           | 90'     | 0    |
| 17 жовтня 2007    | КЧЄ-2008     | Київ             | Україна    | 5:0          | Фарерські острови    | 90'     | 0    |
| 17 листопада 2007 | КЧЄ-2008     | Каунас           | Литва      | 2:0          | Україна              | 46’     | 0    |
| 21 листопада 2007 | КЧЄ-2008     | Київ             | Україна    | 2:2          | Франція              | 90'     | 0    |
| 1 червня 2008     | ТМ           | Сульна           | Швеція     | 0:1          | Україна              | 90'     | 0    |
| 20 серпня 2008    | ТМ           | Львів            | Україна    | 1:0          | Польща               | 90'     | 0    |
| 6 вересня 2008    | КЧС-2010     | Львів            | Україна    | 1:0          | Білорусь             | 90'     | 0    |
| 10 вересня 2008   | КЧС-2010     | Алмати           | Казахстан  | 1:3          | Україна              | 90'     | 0    |
| 11 жовтня 2008    | КЧС-2010     | Харків           | Україна    | 0:0          | Хорватія             | 90'     | 0    |
| 1 квітня 2009     | КЧС-2010     | Лондон           | Англія     | 2:1          | Україна              | 90'     | 0    |
| 6 червня 2009     | КЧС-2010     | Загреб           | Хорватія   | 2:2          | Україна              | 90'     | 0    |
| 5 вересня 2009    | КЧС-2010     | Київ             | Україна    | 5:0          | Андорра              | 90'     | 0    |
| 9 вересня 2009    | КЧС-2010     | Мінськ           | Білорусь   | 0:0          | Україна              | 90'     | 0    |
| 10 жовтня 2009    | КЧС-2010     | Дніпропетровськ  | Україна    | 1:0          | Англія               | 90'     | 0    |
| 14 жовтня 2009    | КЧС-2010     | Андорра-ла-Велья | Андорра    | 0:6          | Україна              | 90'     | 0    |
| 14 листопада 2009 | КЧС-2010     | Марусі           | Греція     | 0:0          | Україна              | 90'     | 0    |
| 18 листопада 2009 | КЧС-2010     | Донецьк          | Україна    | 0:1          | Греція               | 90'     | 0    |
| 29 травня 2010    | ТМ           | Львів            | Україна    | 3:2          | Румунія              | 90'     | 0    |
| 11 серпня 2010    | ТМ           | Донецьк          | Україна    | 1:1          | Нідерланди           | 90'     | 0    |
| 4 вересня 2010    | ТМ           | Лодзь            | Польща     | 1:1          | Україна              | 90'     | 0    |
| 8 жовтня 2010     | ТМ           | Київ             | Україна    | 2:2          | Канада               | 90'     | 0    |
| 17 листопада 2010 | ТМ           | Лансі            | Швейцарія  | 2:2          | Україна              | 90'     | 0    |
| 8 лютого 2011     | ТТ           | Паралімні        | Румунія    | 2:2 (2:4 п.) | Україна              | 90'     | 0    |
| 6 червня 2011     | ТМ           | Донецьк          | Україна    | 1:4          | Франція              | 90'     | 0    |
| 28 травня 2012    | ТМ           | Куфштайн         | Україна    | 4:0          | Естонія              | 90'     | 0    |
| 5 червня 2012     | ТМ           | Інгольштадт      | Туреччина  | 2:0          | Україна              | 90'     | 0    |
| 11 червня 2012    | ЧЄ-2012      | Київ             | Україна    | 2:1          | Швеція               | 90'     | 0    |
| 15 червня 2012    | ЧЄ-2012      | Донецьк          | Україна    | 0:2          | Франція              | 90'     | 0    |
| 19 червня 2012    | ЧЄ-2012      | Донецьк          | Англія     | 1:0          | Україна              | 90'     | 0    |
| 15 серпня 2012    | ТМ           | Львів            | Україна    | 0:0          | Чехія                | 90'     | 0    |
| 11 вересня 2012   | КЧС-2014     | Лондон           | Англія     | 1:1          | Україна              | 90'     | 0    |
| 12 жовтня 2012    | КЧС-2014     | Кишинів          | Молдова    | 0:0          | Україна              | 90'     | 0    |
| 16 жовтня 2012    | КЧС-2014     | Київ             | Україна    | 0:1          | Чорногорія           | 90'     | 0    |
| 14 листопада 2012 | ТМ           | Софія            | Болгарія   | 0:1          | Україна              | 90'     | 0    |
| 6 лютого 2013     | ТМ           | Севілья          | Україна    | 2:0          | Норвегія             | 90'     | 0    |
| 22 березня 2013   | КЧС-2014     | Варшава          | Польща     | 1:3          | Україна              | 90'     | 0    |
| 26 березня 2013   | КЧС-2014     | Одеса            | Україна    | 2:1          | Молдова              | 90'     | 0    |
| 2 червня 2013     | ТМ           | Київ             | Україна    | 0:0          | Камерун              | 90'     | 0    |
| 7 червня 2013     | КЧС-2014     | Подгориця        | Чорногорія | 0:4          | Україна              | 90'     | 0    |
| 14 серпня 2013    | ТМ           | Київ             | Україна    | 2:0          | Ізраїль              | 90'     | 0    |
| 6 вересня 2013    | КЧС-2014     | Львів            | Україна    | 9:0          | Сан-Марино           | 90'     | 0    |
| 10 вересня 2013   | КЧС-2014     | Київ             | Україна    | 0:0          | Англія               | 90'     | 0    |
| 11 жовтня 2013    | КЧС-2014     | Харків           | Україна    | 1:0          | Польща               | 90'     | 0    |
| 15 жовтня 2013    | КЧС-2014     | Серравалле       | Сан-Марино | 0:8          | Україна              | 90'     | 0    |
| 15 листопада 2013 | КЧС-2014     | Київ             | Україна    | 2:0          | Франція              | 90'     | 0    |
| 19 листопада 2013 | КЧС-2014     | Сен-Дені         | Франція    | 3:0          | Україна              | 90'     | 0    |
| 5 березня 2014    | ТМ           | Ларнака          | Україна    | 2:0          | США                  | 90'     | 0    |
| 22 травня 2014    | ТМ           | Київ             | Україна    | 2:1          | Нігер                | 90'     | 0    |
| 3 вересня 2014    | ТМ           | Київ             | Україна    | 1:0          | Молдова              | 90'     | 0    |
| 8 вересня 2014    | КЧЄ-2016     | Київ             | Україна    | 0:1          | Словаччина           | 90'     | 0    |
| 9 жовтня 2014     | КЧЄ-2016     | Борисов          | Білорусь   | 0:2          | Україна              | 90'     | 0    |
| 12 жовтня 2014    | КЧЄ-2016     | Львів            | Україна    | 1:0          | Македонія            | 90'     | 0    |
| 15 листопада 2014 | КЧЄ-2016     | Люксембург       | Люксембург | 0:3          | Україна              | 90'     | 0    |
| 27 березня 2015   | КЧЄ-2016     | Севілья          | Іспанія    | 1:0          | Україна              | 90'     | 0    |
| 14 червня 2015    | КЧЄ-2016     | Львів            | Україна    | 3:0          | Люксембург           | 90'     | 0    |
| 5 вересня 2015    | КЧЄ-2016     | Львів            | Україна    | 3:1          | Білорусь             | 90'     | 0    |
| 8 вересня 2015    | КЧЄ-2016     | Жиліна           | Словаччина | 0:0          | Україна              | 90'     | 0    |
| 9 жовтня 2015     | КЧЄ-2016     | Скоп'є           | Македонія  | 0:2          | Україна              | 90'     | 0    |
| 12 жовтня 2015    | КЧЄ-2016     | Київ             | Україна    | 0:1          | Іспанія              | 90'     | 0    |
| 14 листопада 2015 | КЧЄ-2016     | Львів            | Україна    | 2:0          | Словенія             | 90'     | 0    |
| 17 листопада 2015 | КЧЄ-2016     | Марибор          | Словенія   | 1:1          | Україна              | 90'     | 0    |
| 28 березня 2016   | ТМ           | Київ             | Україна    | 1:0          | Уельс                | 90'     | 0    |
| 29 травня 2016    | ТМ           | Турин            | Румунія    | 3:4          | Україна              | 90'     | 0    |
| 3 червня 2016     | ТМ           | Бергамо          | Албанія    | 1:3          | Україна              | 90'     | 0    |
| 12 червня 2016    | ЧЄ-2016      | Вільнев-д'Аск    | Німеччина  | 2:0          | Україна              | 90'     | 0    |
| 16 червня 2016    | ЧЄ-2016      | Десін-Шарп'є     | Україна    | 0:2          | Північна Ірландія    | 90'     | 0    |
| 21 червня 2016    | ЧЄ-2016      | Марсель          | Україна    | 0:1          | Польща               | 90'     | 0    |
| 5 вересня 2016    | КЧС-2018     | Київ             | Україна    | 1:1          | Ісландія             | 90'     | 0    |
| 6 жовтня 2016     | КЧС-2018     | Конья            | Туреччина  | 2:2          | Україна              | 90'     | 0    |
| 9 жовтня 2016     | КЧС-2018     | Краків           | Україна    | 3:0          | Косово               | 90'     | 0    |
| 12 листопада 2016 | КЧС-2018     | Одеса            | Україна    | 1:0          | Фінляндія            | 90'     | 0    |
| 24 березня 2017   | КЧС-2018     | Загреб           | Хорватія   | 1:0          | Україна              | 90'     | 0    |
| 6 червня 2017     | ТМ           | Грац             | Україна    | 0:1          | Мальта               | 90'     | 0    |
| 11 червня 2017    | КЧС-2018     | Тампере          | Фінляндія  | 1:2          | Україна              | 90'     | 0    |
| 2 вересня 2017    | КЧС-2018     | Харків           | Україна    | 2:0          | Туреччина            | 90'     | 0    |
| 5 вересня 2017    | КЧС-2018     | Рейк'явік        | Ісландія   | 2:0          | Україна              | 90'     | 0    |
| 6 жовтня 2017     | КЧС-2018     | Шкодер           | Косово     | 0:2          | Україна              | 90'     | 0    |
| 9 жовтня 2017     | КЧС-2018     | Київ             | Україна    | 0:2          | Хорватія             | 90'     | 0    |
| 10 листопада 2017 | ТМ           | Львів            | Україна    | 2:1          | Словаччина           | 45’     | 0    |
| 27 березня 2018   | ТТ           | Льєж             | Японія     | 1:2          | Україна              | 90'     | 0    |
| 31 травня 2018    | ТМ           | Лансі            | Марокко    | 0:0          | Україна              | 90'     | 0    |
| 6 вересня 2018    | ЛН-2018/2019 | Угерске Градіште | Чехія      | 1:2          | Україна              | 90'     | 0    |
| 9 вересня 2018    | ЛН-2018/2019 | Львів            | Україна    | 1:0          | Словаччина           | 90'     | 0    |
| 10 жовтня 2018    | ТМ           | Генуя            | Італія     | 1:1          | Україна              | 90'     | 0    |
| 16 жовтня 2018    | ЛН-2018/2019 | Харків           | Україна    | 1:0          | Чехія                | 90'     | 0    |
| 22 березня 2019   | КЧЄ-2020     | Лісабон          | Португалія | 0:0          | Україна              | 90'     | 0    |
| 25 березня 2019   | КЧЄ-2020     | Люксембург       | Люксембург | 1:2          | Україна              | 90'     | 0    |
| 7 червня 2019     | КЧЄ-2020     | Львів            | Україна    | 5:0          | Сербія               | 90'     | 0    |
| 10 червня 2019    | КЧЄ-2020     | Львів            | Україна    | 1:0          | Люксембург           | 90'     | 0    |
| 7 вересня 2019    | КЧЄ-2020     | Вільнюс          | Литва      | 0:3          | Україна              | 90'     | 0    |
| 11 жовтня 2019    | КЧЄ-2020     | Харків           | Україна    | 2:0          | Литва                | 90'     | 0    |
| 14 жовтня 2019    | КЧЄ 2020     | Київ             | Україна    | 2:1          | Португалія           | 90'     | 0    |
| 17 листопада 2019 | КЧЄ 2020     | Белград          | Сербія     | 2:2          | Україна              | 90'     | 0    |
| 3 вересня 2020    | ЛН-2020/2021 | Львів            | Україна    | 2:1          | Швейцарія            | 90'     | 0    |
| 6 вересня 2020    | ЛН-2020/2021 | Мадрид           | Іспанія    | 4:0          | Україна              | 90'     | 0    |
| 14 листопада 2020 | ЛН-2020/2021 | Лейпциг          | Німеччина  | 3:1          | Україна              | 90'     | 0    |
| 7 червня 2021     | ТМ           | Київ             | Україна    | 4:0          | Кіпр                 | 90'     | 0    |
| 1 вересня 2021    | КЧС 2022     | Нур-Султан       | Казахстан  | 2:2          | Україна              | 90'     | -2   |
| 4 вересня 2021    | КЧС 2022     | Київ             | Україна    | 1:1          | Франція              | 90'     | -1   |
| 9 жовтня 2021     | КЧС 2022     | Гельсінкі        | Фінляндія  | 1:2          | Україна              | 90'     | -1   |
| 12 жовтня 2021    | КЧС 2022     | Львів            | Україна    | 1:1          | Боснія і Герцеговина | 90'     | -1   |
| 11 червня 2022    | ЛН-2022/2023 | Лодзь            | Україна    | 3:0          | Вірменія             | 90'     | 0    |

## Особисте життя
У червні 2005 року одружився з дівчиною Юлією, яка народила йому чотирьох дітей — Дашу (2006), Мілану (2009), Маю (2014) та Лева (2019). Восени 2024 року подружжя розлучилось.
Є співзасновником брендингового агентства Андрія Пятова.
10 липня 2013 став співзасновником спортивного медіапроєкту HotSport.ua.